# همه‌کاره و هیچ‌کاره

همه‌کاره وهیچ‌کاره

همه‌کاره و هیچ کاره اصطلاحی در زبان فارسی به معنی کسی است که ظاهراً همه کاری را می‌تواند انجام دهد ولی در واقع کاری را به صورت تخصصی و دقیق بلد نیست.

## دیدگاه فرهنگی
این اصطلاح در فرهنگ ایرانی غالباً به صورت منفی به کار می‌رود و حاکی از اتلاف وقت برای سرکشی به حرفه‌های مختلف و آموختن ناقص و کم سطح مطالب و مهارت‌ها است، حال آنکه مطلوب، متمرکز شدن روی یک زمینه یا زمینه‌های مرتبط و محدود است که شخص به فردی متبحر در یک شاخه خاص بدل شود.

## دیدگاه دینی
به نظر می‌رسد که منابع اسلامی انسان عاقل را کسی می‌داند که بجای آن که فکر و وقت خود را تلف کند و از هر کاری، مقدار کمی یاد بگیرد، نیروی خود را صرف یادگیری و انجام یک کار کند؛ مثلاً در کتاب نهج البلاغه ذکر شده «من أوما الی متفاوت خذلته الحیل/ کسی که به کارهای پراکنده بپردازد، از یافتن راه حل صحیح برای آنها ناتوان می‌ماند».

## در فرهنگ‌های دیگر
در فرهنگ انگولساکسون، این اصطلاح به صورت Jack of all trades به کار می‌رفته و در قدیم به معنی مثبت بوده، اما با گذشت زمان و اضافه شدن "master of none" معنی منفی و شبیه چیزی که در فارسی از آن اراده می‌شود به خود گرفته‌است.